# Martin Pieckenhagen
Martin Pieckenhagen est un footballeur allemand, né le 15 novembre 1971 à Berlin en Allemagne. Il évolue au poste de gardien de but.

## Biographie
Lors de la saison 2005-2006 d'Eredivisie, alors que son club l'Heracles Almelo se bat pour prendre la 13e place, dernière place qualificative pour les playoffs qui déterminent les places européennes, Pieckenhagen inscrit un but crucial contre l'AZ Alkmaar en égalisant à la 92e minute en montant sur un corner. 

## Palmarès
- Hambourg SV
  - Vainqueur de la Coupe de la Ligue d'Allemagne en 2003.